# Necil Kazım Akses
Necil Kazım Akses   (Istanbul, 6 de maig de 1908 - Ankara, 16 de febrer de 1999) compositor de música simfònica turca.
És membre del grup conegut com a "Turkish Five", que és el fundador i pioner de la generació de la música turca contemporània. Les seves obres principals són el seu poema simfònic Ankara Kalesi, Miniatures per a concerts de piano, violí i viola, Concert i Balada per a orquestra, cinc simfonies i quatre valuosos quartets per a cordes.
Va tenir un paper important a l'establiment del Conservatori Estatal d'Ankara, el 1948 va ser el director d'aquesta institució i va ser el director de l'Òpera i Ballet Estatal d'Ankara dues vegades. És un dels primers 11 artistes que va rebre el títol "d'artista estatal" el 1971.

## Biografia
Va néixer a Istanbul el 1908. El seu pare és Mehmet Kazım, un dels directors de càrrecs del Ministeri de Guerra, i la seva mare és Emine Hanım, que es convertirà en la directora de Kandilli Girls High School. Va començar a prendre classes de violí als set anys. Va completar els seus estudis secundaris a l'institut masculí d'Istanbul. Mentrestant, es va inscriure a la classe d'harmonia de Cemal Reşit Rey a Dârülelhan (Conservatori Municipal d'Istanbul). Va estudiar violoncel en privat amb Mesut Cemil i després amb Sezai Asal.
El 1926 va anar a Àustria amb els seus propis mitjans i es va inscriure a l'Acadèmia Estatal de Música i Representació de Viena. Aquí es va convertir en estudiant del violoncel de Walther Kleinecke i de la composició de Joseph Marx. Un any després, va guanyar la beca del govern turc i va continuar la seva formació. Mentre continuava els cursos de postgrau de l'Acadèmia de Viena, també es va inscriure al Conservatori Estatal de Praga. Va estudiar composició alta amb Josef Suk i música microtonal amb Alois Hába. Va tornar a casa el 1934 després de graduar-se dels departaments de composició de circuits avançats d'ambdues institucions. Durant la seva estada a Viena, va conèixer i es va casar amb Naciye Hanım, d'aquest matrimoni va néixer la seva filla Sevil.
Tan bon punt va tornar a casa, Necil Kâzım Akses, que va compondre la seva òpera titulada Bayönder, que va rebre l'encàrrec del 15è aniversari de l'arribada d'Atatürk a Ankara, va començar a treballar com a professor i ajudant de director a l'escola de professors de música d'Ankara. Va treballar per convertir l'escola en un conservatori estatal. El 1935, el Conservatori Estatal d'Alemanys d'Ankara que venia a Turquia per invitació del Ministeri d'Educació per a la creació del compositor Paul Hindemith va assumir el càrrec. Quan es va promulgar la Llei del cognom, va rebre el cognom "Akses" a petició del seu protector, Hakkı Tarık Us, que va convèncer la seva família per estudiar música i el va ajudar a guanyar una beca governamental en poc temps.
El 1936 fou nomenat professor de composició d'aquest conservatori de nova creació. El mateix any, va participar en estudis de folklore al districte d'Osmaniye, a Adana, amb Béla Bartók, Adnan Saygun i Erkin.
El 1939, la peça d'Akses Çiftetelli es va representar juntament amb les obres d'altres cinc turcs en un concert donat al festival de música celebrat amb motiu del 7è aniversari de les Cases del Poble. El seu primer esborrany, El castell d'Ankara, història simfònica (1942), que va escriure durant el servei militar el 1938-39, va ser interpretat per lOrquestra Simfònica Presidencial d'Ankara, l'Orquestra de la Ciutat de Berlín a Berlín i enregistrat a Europa. Aquest treball es va convertir en el primer treball turc que es va gravar a l'estranger.
Es va casar amb Saadet Hanım el 1941, la seva filla Okşan (1942) i el seu fill Ahmet (1947) van néixer d'aquest matrimoni. L'artista, la música escènica de la qual es va compondre el 1942, va compondre el Trio de corda el 1945 i el Primer quartet de corda el 1946. El 1946 va escriure la seva obra anomenada Poema amb la inspiració que va obtenir del Mediterrani.
La seva composició va entrar en un període de silenci després de l'obra anomenada Balada que va compondre el 1947. Va ser director del Conservatori el 1948 i director general de Belles Arts el 1949. Va estar a Berna (1954) i a Bonn (1955-1957) com a agregat cultural. Es va convertir en el director general de l'Òpera i Ballet de l'Estat entre 1958-1960. Va tornar a assumir la mateixa tasca el 1971. Es va retirar voluntàriament el 1972, després de canviar el govern al no poder estar d'acord amb el subsecretari de nova cultura.
El compositor va produir les seves grans simfonies, els lieds que va compondre sobre les obres de poetes turcs com Melih Cevdet Anday, Orhan Veli i Cahit Külebi, i les obres amb grans cors després dels anys seixanta. Va escriure les seves importants obres com Concert per a violí, Primera simfonia, Scherzo a la blanca nevada d'Itri una rere l'altra. Per al 150è aniversari de lOrquestra Simfònica Presidencial, va crear les obres Gazel d'un divà i Concert per a orquestra. Va utilitzar la tècnica "aleatòria" per primera vegada en un Divandan Gazel.
Necil Kazım Akses va ser elegit membre fundador de la junta i vicepresident del "Centre Mediterrani de Música Comparada i de Danse" el 1971. El 1972, quan va rebre el títol d'artista estatal per primera vegada, va ser una de les onze persones que van rebre aquest títol.
Va escriure un concert per a viola el 1976-1977 i el va dedicar a Koral Çalgan. Çalgan va donar veu a la peça el 1978 amb lOrquestra Simfònica Presidencial. Va escriure la seva Segona i Tercera Simfonies. El poema simfònic Guerra per la pau, escrit el 1981 amb motiu del centenari de la mort d'Atatürk, va rebre el Regal d'Art Atatürk. Va completar la Quarta simfonia el 1983.
Necil Kâzım Akses, que va rebre el títol de professor el 1985, va ensenyar composició al Conservatori Estatal d'Ankara fins a l'últim període de la seva vida. El 1988 va completar la seva Cinquena Simfonia titulada "Atatürk Says That". Tot i que va decidir no fer cap altra feina, va acabar el Quartet de corda el 1990. Guardonat amb la Medalla d'Honor d'Or de la Fundació Seven Cenap And Foundation el 1992, Akses va poder completar només la primera part de la Sisena simfonia titulada "Herois immortals" dedicada als màrtirs de Çanakkale. Va morir el dimarts 16 de febrer de 1999.
Al mateix temps, continuava les seves classes de composició a la Facultat de Música i Arts Escèniques de la Universitat de Bilkent. A més de ser compositor, Akses fou un artista que té una gran importància com a gran instructor per a la formació de noves i joves generacions.
El seu nom es va donar a un parc del districte d'Emek, on es va allotjar mentre residia a Ankara. Evin İlyasoğlu va publicar un llibre titulat "Necil Kazım Akses: Un viatge de la miniatura a l'èpica" (1998).